# 各務原市稲羽西福祉センター
各務原市稲羽西福祉センター（かかみがはらしいなばにしふくしセンター）は、岐阜県各務原市にある各務原市が運営する公共施設。

## 概要
市民の福祉増進、文化生活の普及及びコミュニティ活動の促進を図ることを目的とする施設であり、各務原市内にある福祉センターの一つである。一般財団法人各務原市施設振興公社が指定管理者である。
1977年（昭和52年）4月8日開館。
主に稲羽地区西部（各務原市立稲羽西小学校の学区に該当）の市民を対象とする。
かつての稲羽町立更木小学校の跡地にある。

## 施設
- 集会室（和室）
- 学習室
- 保育室（和室）
- 休養室（和室）
- 会議室

## 利用案内
- 住所：岐阜県各務原市小佐野町3丁目205
- 利用時間：9:00 - 21:00
- 休館日：年末年始（12月29日 - 1月3日）

## 周辺施設
- JAぎふ稲羽西支店
  - 2025年5月26日稲羽東支店を統合し、「稲羽支店」として新築移転予定
- さらき遊びの庭